# Championnats d'Europe de patinage artistique 1991
Navigation
Édition précédente Édition suivante
Les championnats d'Europe de patinage artistique 1991 ont lieu du 22 au 27 janvier 1991 à Sofia en Bulgarie.
Ce sont les premiers championnats d'Europe après la suppression des figures imposées par l'Union internationale de patinage pour les catégories individuelles masculine et féminine.

## Qualifications
Les patineurs sont éligibles à l'épreuve s'ils représentent une nation européenne membre de l'Union internationale de patinage (International Skating Union en anglais). Les fédérations nationales sélectionnent leurs patineurs en fonction de leurs propres critères.
Sur la base des résultats des championnats d'Europe 1990, l'Union internationale de patinage autorise chaque pays à avoir de une à trois inscriptions par discipline. 
Réunifiée le 3 octobre 1990, l'Allemagne a un arrangement spécial en nombre de participants basé sur les résultats de l'Allemagne de l'Ouest et de l'Allemagne de l'Est de l'année précédente. Ainsi on lui accorde notamment 4 entrées dans la catégorie individuelle féminine, les deux anciennes Allemagne ayant droit à 3 entrées chacune.
| Entrées                                                    | Messieurs                                      | Dames            | Couples                     | Danse sur glace                                                       |
| ---------------------------------------------------------- | ---------------------------------------------- | ---------------- | --------------------------- | --------------------------------------------------------------------- |
| 4                                                          |                                                | Allemagne        |                             |                                                                       |
| 3                                                          | Tchécoslovaquie Union soviétique               | Union soviétique | Allemagne Union soviétique  | France Union soviétique                                               |
| 2                                                          | Allemagne Autriche France Pologne Suède Suisse | France Hongrie   | Royaume-Uni Tchécoslovaquie | Allemagne Finlande Hongrie Italie Pologne Royaume-Uni Tchécoslovaquie |
| Les pays non listés dans ce tableau ont droit à une entrée |                                                |                  |                             |                                                                       |

## Podiums
| Épreuves                            | Or                                   | Argent                              | Bronze                           |
| ----------------------------------- | ------------------------------------ | ----------------------------------- | -------------------------------- |
| Messieurs résultats détaillés       | Viktor Petrenko                      | Petr Barna                          | Vyacheslav Zahorodnyuk           |
| Dames résultats détaillés           | Surya Bonaly                         | Evelyn Großmann                     | Marina Kielmann                  |
| Couples résultats détaillés         | Natalia Mishkutenok / Artur Dmitriev | Elena Bechke / Denis Petrov         | Evgenia Shishkova / Vadim Naumov |
| Danse sur glace résultats détaillés | Marina Klimova / Sergueï Ponomarenko | Isabelle Duchesnay / Paul Duchesnay | Maïa Oussova / Alexandre Jouline |

## Tableau des médailles
| Rang  | Nation           | Or | Argent | Bronze | Total |
| ----- | ---------------- | -- | ------ | ------ | ----- |
| 1     | Union soviétique | 3  | 1      | 3      | 7     |
| 2     | France           | 1  | 1      | 0      | 2     |
| 3     | Allemagne        | 0  | 1      | 1      | 2     |
| 4     | Tchécoslovaquie  | 0  | 1      | 0      | 1     |
| Total | Total            | 4  | 4      | 4      | 12    |

## Détails des compétitions
Pour la saison 1990/1991, les calculs des points se font selon la méthode suivante :
- chez les Messieurs, les Dames et les Couples artistiques (0.5 point par place pour le programme court, 1 point par place pour le programme libre)
- en danse sur glace (0.4 point par place pour les deux danses imposées, 0.6 point par place pour la danse originale, 1 point par place pour la danse libre)

### Messieurs
| Rang                                        | Nom                    | Nation           | Points | Prog. court | Prog. libre |
| ------------------------------------------- | ---------------------- | ---------------- | ------ | ----------- | ----------- |
| 1                                           | Viktor Petrenko        | Union soviétique | 1.5    | 1           | 1           |
| 2                                           | Petr Barna             | Tchécoslovaquie  | 3.0    | 2           | 2           |
| 3                                           | Vyacheslav Zahorodnyuk | Union soviétique | 4.5    | 3           | 3           |
| 4                                           | Éric Millot            | France           | 6.5    | 5           | 4           |
| 5                                           | Philippe Candeloro     | France           | 7.0    | 4           | 5           |
| 6                                           | Aleksey Urmanov        | Union soviétique | 9.0    | 6           | 6           |
| 7                                           | Mirko Eichhorn         | Allemagne        | 12.0   |             |             |
| 8                                           | Steven Cousins         | Royaume-Uni      | 13.5   |             |             |
| 9                                           | Oliver Höner           | Suisse           | 13.5   |             |             |
| 10                                          | Daniel Weiss           | Allemagne        | 15.0   |             |             |
| 11                                          | Ronny Winkler          | Allemagne        | 15.5   |             |             |
| 12                                          | Oula Jääskeläinen      | Finlande         | 16.0   |             |             |
| 13                                          | Alessandro Riccitelli  | Italie           |        |             |             |
| 14                                          | Cornel Gheorghe        | Roumanie         |        |             |             |
| 15                                          | Henrik Walentin        | Danemark         |        |             |             |
| 16                                          | Jan Erik Digernes      | Norvège          |        |             |             |
| 17                                          | Tomislav Čižmešija     | Yougoslavie      |        |             |             |
| 18                                          | Niclas Karlsson        | Suède            |        |             |             |
| 19                                          | Nikolai Tonev          | Bulgarie         |        |             |             |
| 20                                          | Maarten van Mechelen   | Luxembourg       |        |             |             |
| Patineurs éliminés après le programme court |                        |                  |        |             |             |
| 21                                          | Emanuele Ancorini      | Suède            |        | 21          | NC          |
| 22                                          | Alexandre Geers        | Belgique         |        | 22          | NC          |
| Forfait                                     | Ralph Burghart         | Autriche         |        | NC          | NC          |

### Dames
| Rang                                          | Nom                | Nation           | Points | Prog. court | Prog. libre |
| --------------------------------------------- | ------------------ | ---------------- | ------ | ----------- | ----------- |
| 1                                             | Surya Bonaly       | France           | 2.0    | 2           | 1           |
| 2                                             | Evelyn Großmann    | Allemagne        | 3.5    |             |             |
| 3                                             | Marina Kielmann    | Allemagne        | 5.0    |             |             |
| 4                                             | Joanne Conway      | Royaume-Uni      | 5.5    |             |             |
| 5                                             | Patricia Neske     | Allemagne        | 7.5    |             |             |
| 6                                             | Lenka Kulovaná     | Tchécoslovaquie  | 8.0    |             |             |
| 7                                             | Yulia Vorobieva    | Union soviétique | 10.5   |             |             |
| 8                                             | Natalia Gorbenko   | Union soviétique | 12.5   |             |             |
| 9                                             | Simone Lang        | Allemagne        | 14.0   |             |             |
| 10                                            | Laëtitia Hubert    | France           | 15.5   |             |             |
| 11                                            | Larisa Zamotina    | Union soviétique | 16.5   |             |             |
| 12                                            | Sabine Contini     | Italie           | 19.0   |             |             |
| 13                                            | Anisette Torp-Lind | Danemark         | 20.0   |             |             |
| 14                                            | Hélène Persson     | Suède            |        |             |             |
| 15                                            | Nathalie Krieg     | Suisse           |        |             |             |
| 16                                            | Zuzanna Szwed      | Pologne          |        |             |             |
| 17                                            | Marion Krijgsman   | Pays-Bas         |        |             |             |
| 18                                            | Željka Čižmešija   | Yougoslavie      |        |             |             |
| 19                                            | Anita Markoczy     | Hongrie          |        |             |             |
| Abandon                                       | Tamara Téglássy    | Hongrie          |        |             |             |
| Patineuses éliminées après le programme court |                    |                  |        |             |             |
| 20                                            | Codruta Moiseanu   | Roumanie         |        | 20          | NC          |
| 21                                            | Milena Marinovich  | Bulgarie         |        | 21          | NC          |
| 22                                            | Kaisa Kella        | Finlande         |        | 22          | NC          |
| 23                                            | Anita Thorenfeldt  | Norvège          |        | 23          | NC          |
| 24                                            | Marta Andrade      | Espagne          |        | 24          | NC          |
| 25                                            | Sandrine Goes      | Belgique         |        | 25          | NC          |

### Couples
| Rang | Nom                                    | Nation           | Points | Prog. court | Prog. libre |
| ---- | -------------------------------------- | ---------------- | ------ | ----------- | ----------- |
| 1    | Natalia Mishkutenok / Artur Dmitriev   | Union soviétique | 2.0    | 2           | 1           |
| 2    | Elena Bechke / Denis Petrov            | Union soviétique | 2.5    | 1           | 2           |
| 3    | Evgenia Shishkova / Vadim Naumov       | Union soviétique | 4.5    | 3           | 3           |
| 4    | Radka Kovaříková / René Novotný        | Tchécoslovaquie  | 7.0    | 6           | 4           |
| 5    | Mandy Wötzel / Axel Rauschenbach       | Allemagne        | 7.5    | 5           | 5           |
| 6    | Anuschka Gläser / Stefan Pfengle       | Allemagne        | 8.0    | 4           | 6           |
| 7    | Ines Müller / Ingo Steuer              | Allemagne        | 10.5   | 7           | 7           |
| 8    | Cheryl Peake / Andrew Naylor           | Royaume-Uni      | 13.0   | 10          | 8           |
| 9    | Katarzyna Głowacka / Krzysztof Korcarz | Pologne          | 13.0   | 8           | 9           |
| 10   | Saskia Bourgeois / Guy Bourgeois       | Suisse           | 14.5   | 9           | 10          |
| 11   | Catherine Barker / Michael Aldred      | Royaume-Uni      | 16.5   | 11          | 11          |
| 12   | Anna Tabacchi / Massimino Salvade      | Italie           | 18.0   | 12          | 12          |

### Danse sur glace
| Rang    | Nom                                     | Nation           | Points | Danse imposée 1 | Danse imposée 2 | Danse originale | Danse libre |
| ------- | --------------------------------------- | ---------------- | ------ | --------------- | --------------- | --------------- | ----------- |
| 1       | Marina Klimova / Sergueï Ponomarenko    | Union soviétique | 2.8    | 3               | 3               | 1               | 1           |
| 2       | Isabelle Duchesnay / Paul Duchesnay     | France           | 3.8    | 1               | 2               | 2               | 2           |
| 3       | Maïa Oussova / Alexandre Jouline        | Union soviétique | 5.4    | 2               | 1               | 3               | 3           |
| 4       | Klára Engi / Attila Tóth                | Hongrie          | 8.0    | 4               | 4               | 4               | 4           |
| 5       | Oksana Grichtchouk / Ievgueni Platov    | Union soviétique | 10.0   | 5               | 5               | 5               | 5           |
| 6       | Stefania Calegari / Pasquale Camerlengo | Italie           | 12.0   | 6               | 6               | 6               | 6           |
| 7       | Dominique Yvon / Frédéric Palluel       | France           | 14.0   | 7               | 7               | 7               | 7           |
| 8       | Susanna Rahkamo / Petri Kokko           | Finlande         | 16.0   | 8               | 8               | 8               | 8           |
| 9       | Sophie Moniotte / Pascal Lavanchy       | France           | 18.0   | 9               | 9               | 9               | 9           |
| 10      | Kateřina Mrázová / Martin Šimeček       | Tchécoslovaquie  | 20.0   | 10              | 10              | 10              | 10          |
| 11      | Jennifer Goolsbee / Hendryk Schamberger | Allemagne        | 22.4   | 12              | 12              | 11              | 11          |
| 12      | Monika Mandikova / Oliver Pekar         | Tchécoslovaquie  | 23.8   |                 |                 |                 |             |
| 13      | Saskia Stahler / Sven Authorsen         | Allemagne        |        |                 |                 |                 |             |
| 14      | Regina Woodward / Csaba Szentpéteri     | Hongrie          |        |                 |                 |                 |             |
| 15      | Diane Gerencser / Bernard Columberg     | Suisse           |        |                 |                 |                 |             |
| 16      | Ann Hall / Jason Blomfield              | Royaume-Uni      |        |                 |                 |                 |             |
| 17      | Kati Uski / Juha Sasi                   | Finlande         |        |                 |                 |                 |             |
| 18      | Joanne van Leeuwen / Eerde van Leeuwen  | Pays-Bas         |        |                 |                 |                 |             |
| Forfait | Maria Hadjiiska / Hristo Nikolov        | Bulgarie         |        |                 |                 |                 |             |